# Kap Pérez
Kap Pérez (französisch Cap des Trois Pérez, spanisch Punta Trois Pérez) ist ein markantes Kap an der Graham-Küste des Grahamlands auf der Antarktischen Halbinsel. Im Südwesten der Kiew-Halbinsel liegt es am westlichen Ende der Cubillos-Halbinsel zwischen den Einfahrten zur Collins Bay im Norden und derjenigen zur Beascochea-Bucht im Süden.
Entdeckt, jedoch zunächst nicht benannt, wurde es von Teilnehmern der Belgica-Expedition (1897–1899) unter der Leitung des belgischen Polarforschers Adrien de Gerlache de Gomery. Erst 1904 findet sich in den Expeditionsberichten eine Benennung als Cap de Trooz. Die zuvor gestartete Vierte Französische Antarktisexpedition (1903–1905) unter der Leitung Jean-Baptiste Charcots sichtete das Kap im November 1904 erneut. Charcot benannte das Kap nach den argentinischen Brüdern Fernando, Leopoldo und Manuel Pérez, die seiner Expedition im Dezember 1903 und im Februar 1905 behilflich waren. Maurice Bongrain (1879–1951), Charcots Kartograf bei der Fünften Französischen Antarktisexpedition (1908–1910), übernahm die belgische Benennung in seinem Expeditionsbericht. Diese setzte sich jedoch nicht durch. Das Advisory Committee on Antarctic Names behielt 1969 Charcots Benennung in verkürzter Form und übertrug die belgische Benennung auf den 8 km nordöstlich des Kaps gelegenen Trooz-Gletscher.